# Arvid Bengtsson (Lejonansikte, Bengt Nilssons ätt)
Arvid Bengtsson (Lejonansikte), född på 1300-talet, död på 1300-talet, var en svensk häradshövding.

## Biografi
Arvid Bengtsson (Lejonansikte, Bengt Nilssons ätt) var son till häradshövdingen Bengt Brudsson (Lejonansikte, Bengt Nilssons ätt) i Östbo härad och Gunna. Han nämns första gången 1361 och var från 1375 till 1386 underlagman i Tiohärads lagsaga. Arvid Bengtsson var 1379 häradshövding i Uppvidinge härad och nämns som levade sista gången 1396. Han var död 1402.

### Egendom
Han ägde jord i Allbo härad, Västbo härad och Uppvidinge härad i Småland och Faurås härad i Halland.

### Familj
Arvid Bengtsson var gift med en dotter till Nils Uddsson och Ingeborg Erengisladotter (Bonde). De fick tillsammans barnen Ingeborg Arvidsdotter som var gift med Karl Magnusson (Bergkvaraätten) och Birger Trolle, Iliana Arvidsdotter som var gift med riddaren Magnus Sture (Gumsehuvudsätten) och Bengt Arvidsson.